# Juan Antonio de Urbiztondo
Juan Antonio de Urbiztondo y Eguía  (San Sebastián, 7 de enero de 1803-Madrid, 26 de abril de 1857) I marqués de la Solana, fue un militar español, conquistador del archipiélago de Joló, de modo que Joló y sus dependencias se convirtieron en una parte de las Islas Filipinas bajo la soberanía de España.

## Biografía
En 1814 ingresó como caballero paje en el ejército, combatió contra el gobierno del Trienio Liberal y después fue inspector de los Voluntarios Realistas. 
Los cronistas de Madrid mantienen que murió asesinado en una disputa acaecida en el Palacio Real de Madrid, en la que se vieron implicados el rey Francisco de Asís de Borbón, Ramón María Narváez, a quien adjudican ser el autor de la muerte de Urbiztondo, y Joaquín Osorio y Silva, que murió asesinado por el propio Urbiztondo.

"...Una noche, a finales de abril de 1857, mientras la reina estaba encerrada en sus habitaciones y en la antecámara se encontraba Narváez con su ayudante de campo, hijo de un Grande de España, que llevaba un conocido título de Castilla (Joaquín Osorio y Silva, marqués de los Arenales), presentóse de improvisto el rey Francisco, acompañado del ministro de la Guerra Urbiztondo, y dio orden de que se franquease la entrada al aposento, donde la reina se había recogido para los menesteres de su vida privada. Opúsose Narváez a que se quebrantara la consigna de que nadie penetrase en la estancia real y don Francisco quiso hacer valer sus derechos de cónyuge, que tan rara vez le preocupaban. Hubo más que palabras, y Urbiztondo, sacando la espada, quiso ser valedor de su regio amigo. Trabóse pendencia, que fue sangrienta, pues Narváez acometió al ministro de la Guerra con una estocada mortal, cuando ya el ayudante del duque de Valencia acababa de recibir otra herida funesta de la espada de Urbiztondo. Madrid supo de una extraña epidemia que se había declarado repentinamente en Palacio y que causó aquellas dos muertes publicadas como naturales ..."
Ana de Sagrera (1990), págs. 234-238.

## Carlismo
En 1833 fue hecho prisionero en Mérida por su vinculación a la causa carlista, pero consiguió escapar y pasó a Portugal, donde se encontraba el séquito del infante don Carlos. Acompañó al mismo hasta Inglaterra con la intención de pasar después al ejército del Norte, pero fue capturado, hecho prisionero y deportado a Puerto Rico. De nuevo pudo escapar y regresar a España, incorporándose a las tropas carlistas con el cargo de brigadier en 1836.
Ocupó el puesto de segundo jefe de Estado Mayor y más tarde fue nombrado comandante general del Ejército de Cataluña. Después regresó al Norte y fue partidario del Convenio de Vergara, recibiendo el mando de los antiguos batallones de Castilla carlistas que se integraron al ejército de Espartero que combatió a Ramón Cabrera.

"...El Sr. Urbiztondo era militar de bríos y pujanza y había servido á D. Carlos de Borbon en la guerra civil contra su sobrina D.ª Isabel de Borbon, contribuyendo después mucho su prestigio en las filas de D. Carlos para la conclusión de la guerra por el convenio de Vergara;  este cambio de opiniones en las personas de cierta posición social, suele acarrear profundas enemistades, y como la prensa sin freno, es el campo mas apropósito para saciar
ruines venganzas, con frecuencia los periódicos de España, y otros puntos, se ocupaban desfavorablemente de Urbiztondo, y para que nadie ignorase lo que se decía, muchos particulares y empleados recibían sin saber de quien, mimeros de periódicos, bajo sobre. Esta vil y cobarde conducta producía no obstante mal efecto, y el Gobierno de España lo evitó prohibiendo á los periódicos de España hablar de Filipinas, puesto que este país se rige por leyes escepcionales...."
Govantes, Compendio de Historia de Filipinas, página 397.

Tuvo una participación activa en el fracasado pronunciamiento de 1841 que intentó acabar con la Regencia de Espartero.

## Filipinas
Teniente General con varias cruces por acciones de guerra, fue nombrado Capitán General Gobernador de Filipinas sin la Superintendencia, tomó posesión el 29 de julio de 1850
Urbiztondo se ocupa de aumentar los regimientos y de organizar partidas de Seguridad Pública, promoviendo varios reglamentos: uno para el reemplazo del Ejército, mediante la celebración del sorteo de quintas;  otro para el Resguardo y otro para la Sanidad Militar.
Recordó las disposiciones sobre cementerios, creó algunos pueblos con gente de otros, hizo el bonito jardín de la plaza de Palacio de Manila, y permitió una pequeña Plaza de toros en Arroceros. Durante su mandato se produjo el regreso de los padres jesuitas.
Cesó como capitán general el  20 de diciembre de 1853, sustituyéndole el Mariscal de Campo Ramón Montero Blandino, militar antiguo que estaba de Segundo, entrando al desempeño interino de ese cargo.

### Campaña de Joló

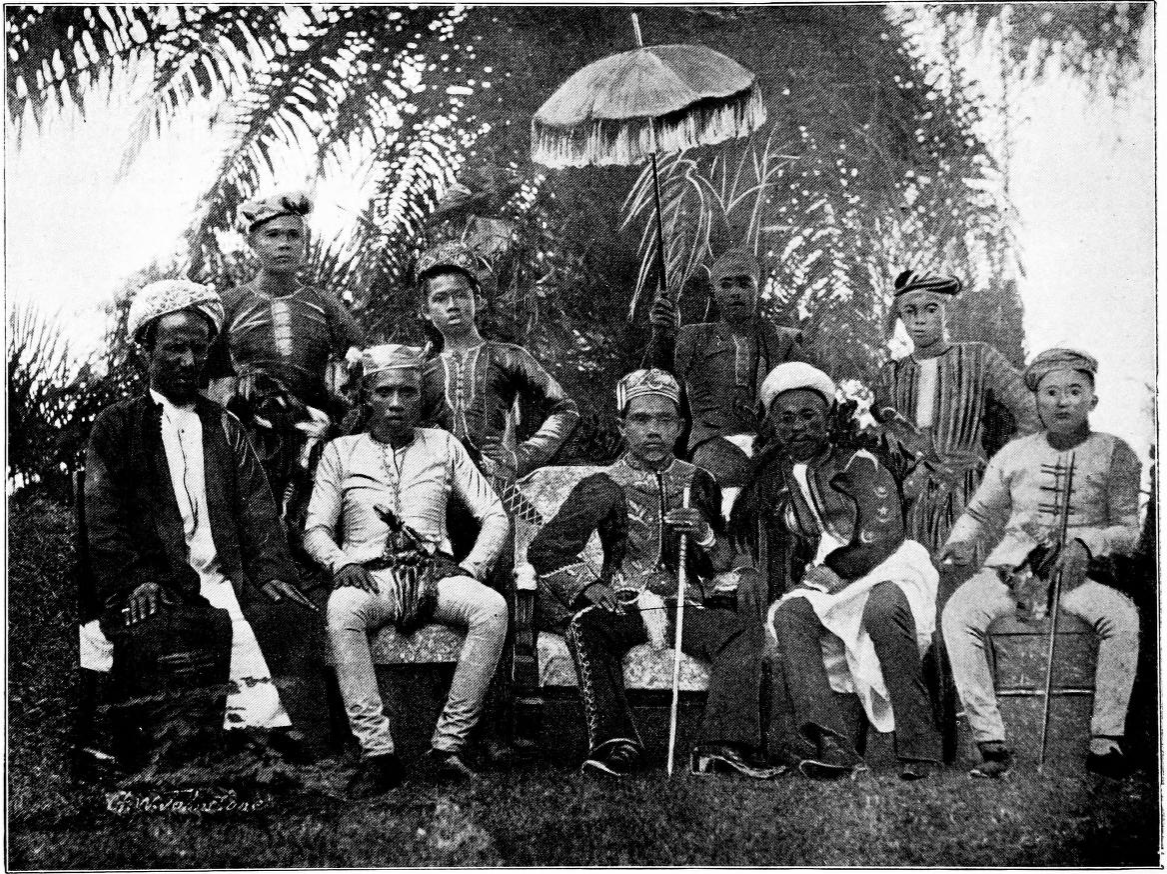
Sultán de Joló.

Apenas tuvo noticia de que los moros del Sultanato de Joló habían insultado el Pabellón español, toma disposiciones para darlos un ejemplar y justo castigo.
En febrero de 1851 parte al mando de cuatro regimientos, Artillería, Marina y paisanos de Cebú. El general Urbiztondo acometió á los moros y los venció, tomado ocho fuertes y capturando ciento treinta piezas de artillería.
Aunque logra aniquilar lo que quedaba de las plazas fuerte de los moros en las islas de Balanguingui y Tonquil (Tongkil), fracasa en su ataque a Joló.
Urbiztondo lanza una segunda campaña y el 28 de febrero destruye la plaza fuerte de Joló, donde confisca 112 cañones, conquistando el archipiélago de Joló durante los meses de febrero y marzo, 5 jesuitas mueren en el ataque.
En el tratado de paz firmado el 19 de abril de 1851 con el sultán y demás nobles,  éstos reconocen la plena soberanía española, aunque no se incluye el norte de Borneo.
El sultán no podía recuperar su capital, de modo que Sulú y sus dependencias se convirtieron en una parte de las Islas Filipinas bajo la soberanía de España.
De vuelta a Manila como vencedor, el general fue recibido con mucho entusiasmo y extraordinarias muestras de aprecio. Cuando pasaba por el puente de piedra del río Pasig, la gente apiñada tuvo que hacerle calle por medio, recogiéndose hacia las barandillas del puente que eran de piedra, cedieron estas cayendo al río juntas con varias personas de todos sexos, edades y condiciones, de las cuales murieron varias y fueron heridas muchas.
El 28 de septiembre de 1853 ordena a Pedro González atacar a los piratas de Balanguingui. Dos cabecillas huyen a Basilán, donde continuarán la lucha hasta su rendición en 1857.

### Banco Filipino de Isabel II
Urbiztondo constituyó el Banco con 2.000 acciones que obligó á tomar a las Obras Pías, y unas pocas a personas que iban á su tertulia, y conocidos de estos.

### Fomento de la agricultura
En virtud de Real Orden dada el 5 de agosto de 1850, Urbiztondo  promulda un 
Decreto de veinte artículos, en favor de la agricultura.
Divide a los hacenderos en clases; y entre otras cosas, permite las colonias con chinos, concediéndoles grandes ventajas.

### Marina
Urbiztondo reforma el Arsenal de Cavite a la vez que crean depósitos de carboneo en Cebú, Iloilo y Basilán.
En 1852 entran en servicio los primeros vapores a ruedas destinados al apostadero de Cavite, tres encargados a Inglaterra: Magallanes, Elcano y Reina de Castilla  y otro de mayor tamaño construido en Ferrol. Don Jorge Juan.

## Ministerio
Ministro de la Guerra de 12 de octubre a  16 de diciembre de 1856,  durante el ministerio de Narváez.

## Reconocimiento
El nombre del municipio filipino de Urbiztondo, creado el año 1851. Está situado en la isla de Luzón y forma parte de la provincia de Pangasinán situada en la Región Administrativa de Ilocos, también denominada Región I.